# Most graniczny w Starym Boguminie
Most graniczny w Starym Boguminie – graniczny most drogowy nad rzeką Odrą, łączący Chałupki (po stronie polskiej) i Stary Bogumin – dzielnicę Bogumina (w Czechach). Obecny most został otwarty w 1899 roku, choć wcześniej istniały już w tym miejscu drewniane przeprawy. Przez most mogą przejeżdżać samochody (ruch wahadłowy), jest on także otwarty dla pieszych i rowerzystów.
Pierwszy znany z kronik drewniany most w tym miejscu ufundował książę Jan z Weimaru. W 1626 roku most ten został jednak zniszczony. Kolejny drewniany most został zamknięty w 1833 roku z powodu złego stanu technicznego, a pięć lat później rozebrany i zastąpiony przez przewóz. Budowę kolejnego mostu, istniejącego do dzisiaj, rozpoczęto 1 września 1898 roku. Oddanie go do użytku nastąpiło 4 października 1899 roku, w dzień imienin cesarza Franciszka Józefa I. Most został wówczas nazwany Mostem Jubileuszowym Cesarza Franciszka Józefa (nazwę tę zniesiono w 1923 roku). Pod koniec II wojny światowej, w nocy z 30 kwietnia na 1 maja 1945 roku most został wysadzony przez wycofujących się niemieckich żołnierzy. Po wojnie przeprawę odbudowano.
W momencie powstania most znajdował się na granicy Cesarstwa Niemieckiego z Austro-Węgrami. Po zakończeniu I wojny światowej w 1918 roku biegła tędy granica niemiecko-czechosłowacka, a po zajęciu w 1938 roku Zaolzia przez Polskę granica niemiecko-polska. W trakcie II wojny światowej tereny po obu stronach rzeki zostały wcielone do Niemiec. Po II wojnie światowej Zaolzie powróciło do Czechosłowacji, a tereny należące do Niemiec przeszły w ręce Polaków. Po rozpadzie Czechosłowacji 1 stycznia 1993 roku granica polsko-czechosłowacka przeszła w granicę polsko-czeską. Punkt kontrolny na przejściu granicznym znajdował się po stronie polskiej. 21 grudnia 2007 roku na mocy układu z Schengen zniesiono w tym miejscu kontrolę graniczną.
W trakcie powodzi w 1997 roku most został uszkodzony, w związku z czym zamknięto go dla ruchu ciężarowego. Po otwarciu 19 stycznia 2007 roku nowego mostu drogowego położonego nieco na południowy zachód od starego, przy moście kolejowym, na starym moście wstrzymano całkowicie ruch pojazdów. Po remoncie dróg dojazdowych do mostu po stronie czeskiej 23 listopada 2009 roku ponownie otwarto go dla ruchu kołowego (prowadzony jest on wahadłowo).
Most ma 142 m długości i 6 m szerokości. Rzędna spodu sięga 200,60 m n.p.m. Posiada cztery przęsła, z których dwa dłuższe wspierane są stalowymi, kratowymi, parabolicznymi dźwigarami.